# II. Jeroboám
II. Jeroboám, az Izraeli Királyság uralkodója a Kr. e. 8. században. Összesen 41 évig uralkodott, ebből 11 évet apjával, Jóással együtt.  
Uralkodásának ideje az ország gazdaságilag virágzott és sikeres háborúkat folytatott a környező népekkel. Damaszkuszt leigázta és a Jordántól keletre eső területeket elfoglalta, így országának a területe - a Júdai Királyságot leszámítva - megegyezett Dávid vagy Salamon király országáéval. Az elődjei által alapított új főváros, Szamária megerősödött királysága alatt. A nép körében ugyanakkor erkölcsi romlás következett be. 
Korának prófétái: Hóseás, Ámosz, Jóel voltak, és valószínű Jónás próféta is az ő idejében élt.

## Fordítás
- Ez a szócikk részben vagy egészben  a   Jeroboam II című angol Wikipédia-szócikk fordításán alapul.  Az eredeti cikk szerkesztőit annak laptörténete sorolja fel. Ez a jelzés csupán a megfogalmazás eredetét és a szerzői jogokat jelzi, nem szolgál a cikkben szereplő információk forrásmegjelöléseként.